# Richard Conte (artiste et chercheur)
 (juin 2020).
Si vous disposez d'ouvrages ou d'articles de référence ou si vous connaissez des sites web de qualité traitant du thème abordé ici, merci de compléter l'article en donnant les références utiles à sa vérifiabilité et en les liant à la section « Notes et références ».
 (juillet 2020).
La mise en forme du texte ne suit pas les recommandations de Wikipédia : il faut le « wikifier ».
Les points d'amélioration suivants sont les cas les plus fréquents. Le détail des points à revoir est peut-être précisé sur la page de discussion.
- Les titres sont pré-formatés par le logiciel. Ils ne sont ni en capitales, ni en gras.
- Le texte ne doit pas être écrit en capitales (les noms de famille non plus), ni en gras, ni en italique, ni en « petit »…
- Le gras n'est utilisé que pour surligner le titre de l'article dans l'introduction, une seule fois.
- L'italique est rarement utilisé : mots en langue étrangère, titres d'œuvres, noms de bateaux, etc.
- Les citations ne sont pas en italique mais en corps de texte normal. Elles sont entourées par des guillemets français : « et ».
- Les listes à puces sont à éviter, des paragraphes rédigés étant largement préférés. Les tableaux sont à réserver à la présentation de données structurées (résultats, etc.).
- Les appels de note de bas de page (petits chiffres en exposant, introduits par l'outil «  Source ») sont à placer entre la fin de phrase et le point final[comme ça].
- Les liens internes (vers d'autres articles de Wikipédia) sont à choisir avec parcimonie. Créez des liens vers des articles approfondissant le sujet. Les termes génériques sans rapport avec le sujet sont à éviter, ainsi que les répétitions de liens vers un même terme.
- Les liens externes sont à placer uniquement dans une section « Liens externes », à la fin de l'article. Ces liens sont à choisir avec parcimonie suivant les règles définies. Si un lien sert de source à l'article, son insertion dans le texte est à faire par les notes de bas de page.
- La présentation des références doit suivre les conventions bibliographiques. Il est recommandé d'utiliser les modèles {{Ouvrage}}, {{Chapitre}}, {{Article}}, {{Lien web}} et/ou {{Bibliographie}}. Le mode d'édition visuel peut mettre en forme automatiquement les références.
- Insérer une infobox (cadre d'informations à droite) n'est pas obligatoire pour parachever la mise en page.

Pour une aide détaillée, merci de consulter Aide:Wikification.
Si vous pensez que ces points ont été résolus, vous pouvez retirer ce bandeau et améliorer la mise en forme d'un autre article.
Pour les articles homonymes, voir Richard Conte et Conte (homonymie).
Richard Conte, né le 12 juin 1953 à Philippeville (Skikda, au début du XXIe siècle), en Algérie, est un artiste plasticien, peintre et universitaire français.
Professeur émérite à l’École des arts de la Sorbonne, il a dirigé l’Institut ACTE du CNRS, de 2012 à 2017. Spécialisé dans l’étude de la création (poïétique), il se consacre à la peinture et à l’écriture.

## Biographie

### Formation
Richard Conte a fait ses études à l’UER d’arts plastiques de l’Université Paris 1 Panthéon-Sorbonne. Après avoir passé les concours du CAPES puis de l’agrégation, il obtient un doctorat, en 1981, sous la direction de René Passeron. En 1995, il soutient, toujours à Paris 1, une habilitation à diriger des recherches (HDR) en arts et sciences de l’art (garant : Pr Jean Lancri).

### Parcours académique
Professeur en écoles normales pendant treize ans, Richard Conte est promu professeur en 1996 à l’université Paris 1 Panthéon-Sorbonne. Il y reste jusqu’en décembre 2019. De 1998 à 2011, il est directeur du CERAP (EA 2479) de Paris 1.
En 2012, il est nommé directeur de l’Institut ACTE (Arts-Créations-Théories-Esthétiques) et le restera jusqu’en décembre 2017. Il a dirigé 26 thèses de doctorat en art et sciences de l’art.
En 2018, il est appelé comme conseiller pour la création auprès de l’administrateur général du Conservatoire National des Arts et Métiers (CNAM). Il y reste jusqu’au 31 décembre 2019. Il est depuis professeur émérite à l’École des arts de la Sorbonne.

### Entrelacement de la création et de la recherche
L’étude de la création en train de se faire, la poïétique, inspirée de Paul Valéry et de Passeron est le fil rouge de toutes les recherches de Richard Conte. Il se consacre à ce que René Passeron définissait comme philosophie et anthropologie de la création, qu’il expérimente par ses propres pratiques d’artiste (autopoïétique) et qu’il applique à son approche de l’art contemporain (performance et vidéo) et du cinéma.
Après avoir exploré et développé différentes pratiques de la peinture (images froissées des années 1980, cercles et polyptyques des années 1990) il se fonde aujourd’hui sur la perception des paréidolies pour peindre des allégories animales.
Sur un plan théorique, c’est la lecture exhaustive des écrits de Paul Valéry qui sera décisive pour approfondir sa quête poïétique. Il n’aura de cesse d’explorer comment l’art contemporain tend à annexer au domaine de l’art ce qui lui est en principe étranger : les sciences, le droit, le sport ou l’univers domestique. Ses recherches se sont aussi portées sur le nouveau paradigme qui s’est constitué avec force ces vingt dernières années, d’un cinéma plasticien. Cette poïétique du film d’artiste, RC va la développer dans son enseignement et par sa participation à de nombreux festivals en France et à l’étranger (Chine, Russie).

### Performances

#### Les peintures de la coupe du monde football

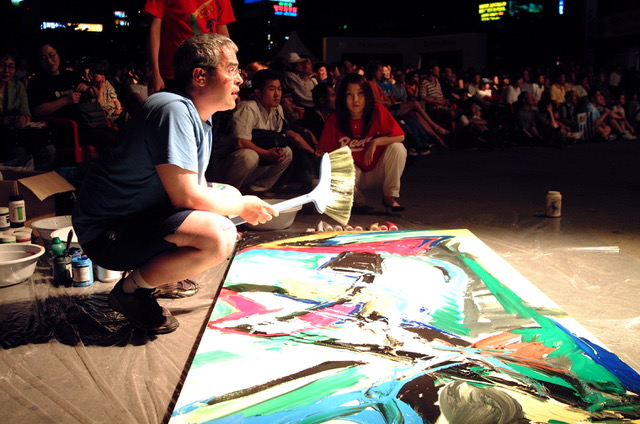
Performance de Richard Conte pendant la coupe du monde de football à Pusan en 2002.

En 1998, il décide de « jouer la coupe du monde de football en peinture » et peint 64 tableaux dans le temps précis des 64 matchs retransmis par les chaînes de télévision,,,. Il renouvellera cette performance à Pusan en Corée en 2002.

#### Bille en tête
Le 15 juillet 2004, après s’être entrainé à apprendre la pétanque dans un club, il ouvre la 18e édition du Festival Chalon-dans-la-rue, en réalisant avec le concours de cinq cents boulistes de la région Bourgogne, une performance intitulée « Bille en tête » déployant un « ciel de boules au sol »,.

#### Les fruits et légumes marqués
Entre 2005 et 2009, dans un travail collaboratif de bio-art, il cultive avec les jardiniers du Potager du roi à Versailles, ses « pommes libertines » en se servant de pochoirs érotiques pour « marquer » les fruits grâce à la lumière du soleil. Cette action qui se conclura par une action dans la grotte de Balbi intitulée « Le bain des pommes libertines », sera prolongée par le marquage d’aubergines avec des stickers d’armes de guerre jusqu’en 2010.

## Expositions

### Expositions personnelles

#### Les années 2000
- 2020 – Galerie Michel Journiac, Université Paris 1, Entre amis (avec Michel Gouéry).
- 2017 – Galerie municipale d’Auvers-sur-Oise, Amitier (avec Michel Gouéry) édition d’un catalogue.
- 2015 – Galerie Sutnar, Pilsen (République tchèque) : « L’amour et la guerre à Versailles », dans le cadre de Pilsen, capitale européenne de la culture 2015.
- 2013 – Galerie du Tableau, Marseille, (avec Jiří Kornatovský)
- 2012 – Premier Festival international d'art contemporain de Moroni, République des Comores.
- 2009 – Galerie Deborah Zafman, Paris[9].
- 2005-2006 – Pommes Libertines, Potager du roi, grotte du Parc Balbi, Château de Versailles.
- 2005 – Musée Nicéphore Niépce, Chalon-sur-Saône, France.
- 2004 – Performance intitulée Bille en tête pour l'ouverture du Festival Chalon-dans-la-rue.
- 2002 – KBS Television Gallery, Pusan, Corée du Sud : Mondial 98
- 2001 – Espace d’art contemporain Camille Lambert, Juvisy-sur-Orge, France (catalogue)
- 2001 – Performance L'abeille qui fait son miel (Photo Yann Toma)
- 2000 – Musée d’art contemporain de l’université nationale de Séoul (avec Jean-Pierre Brigaudiot),

#### Les années 1990
- 1997 – Château Dampierre, Anzin (Hauts de France), Les Années Rondes, 1996–1986.
- 1996 – Galerie Nicole Ferry, Paris. Les Autonus.
- 1994 – Musée de Bourges, France
- Fondation Roger Van Rogger, Bandol: « Les chemins de ronde ».
- 1993 – Université de Pau et Galerie Pascal Weider, France.
- 1992 – Galerie Nicole Ferry, Paris (Catalogue) – Galerie Art et essai, Rennes, France.

#### Les années 1980
- 1989 – Galerie Nicole Ferry, Paris (Catalogue)[1].
- 1988 – Galerie Nicole Ferry, Paris (Catalogue) –  Galerie de l’Université de Toulouse-le-Mirail.
- 1986 – Musée Gauguin[10], Papeete (Tahiti) –  Galerie Eros Errance, Rouen, France.
- 1985 – Centre culturel Jacques Brel, Thionville, France. (avec Jean Hélion)
- 1982 – Galerie Pierre Lescot, Paris (catalogue).
- 1980 – Théâtre Nanterre-Amandiers, Nanterre, France (Plaquette)[1].

### Expositions collectives

#### Les années 2000
- 2016 – Musée de la toile de Jouy, Jouy-en-Josas, « Peindre n’est (-ce) pas teindre[11] ?»
- 2013 – Installation « Mes chers amis », Ici & Là, Domaine du Saulchoir, Etiolles, 17 au 30 juin
- 2013 – Conseil régional de Marseille, « Hudjijuwa », 1er au 12 juillet
- 2012 – Festival d’art contemporain de Moroni (Comores) Intervention urbaine par affiches.
- 2012 – Galerie Municipale Jean Collet, Vitry-sur Seine, commissariat Catherine Viollet.
- 2010 – La part du corps (the body piece), Kheïreddine Palace, Tunis.
- 2010 – Laboratoria, exposition Art/Science, Moscou[12].
- 2007 – Nuits Blanches, Paris.
- 2005 – L'art, un cas d'école (Art, a textbook case), musée de l'éducation du Val d'Oise à Saint-Ouen-l'Aumône, France ; Ligne de fuite, Contemporary Art Gallery at Auvers-sur-Oise, France.
- 2005 – L'art, Un Cas d'École, Museum of Education for the department, Saint-Ouen l'Aumône. Light installation entitled Gobostensibles, dans collaboration avec François Salis. Catalogue, text écrit par Romane Boyard. Nicole Ferry Art Gallery (Paris).
- 2004 – L'art et le bâti (Art and the built), Centre Culturel de Chebba (Invité d'honneur des 4èmes Journées d'arts plastiques), Tunisie. Art installation: painting on a mason's sieve.
- 2003 – Takato & Jean-Luc Richard Art Gallery, Paris.
- 2001 – Les filles du calvaire Art Gallery, Paris – December 2001 – Madeleine Lacerte Art Gallery, Quebec –Nicole Ferry Art Gallery, Paris - August 2002 –Artena Art Gallery, Marseille, France.
- 2001 – Invited to the International Contemporary Art Symposium of Baie-Saint-Paul, Quebec.

#### Les années 1990
- 1999 – Invité au 12e Festival de Mahrès (Tunisie). Œuvres peintes sur place.
- 1998 – À fleur de peau (all on edge), Espace Le Garage, Saint-Saëns et Les Jardins de Bellevue, Beaumont-le-Hareng (avec Jean-luc Bichaud, Ulla Frantzen, Miguel Egana).
- 1996 to 1999 – Des Images pour la Paix (pictures for peace), Paris (Parc de la Villette), followed by touring exhibitions in great European capital cities (Rome, Munich, Brussels, ...) so as to raise funds for the Museum of Modern Art at Sarajevo[13]. (Cf. Catalogue, MIR, Fragments (snatches), 1996)
- 1996 – Mater la couleur, Art au domaine du Saulchoir, at the IUFM of Évry-Étiolles, Soisy sur Seine, France. (with C. Bellegarde, M. Gouéry et F. Mendras).
- 1995 – Nicole Ferry Art Gallery, Paris - Galerie du Faisant, Strasbourg - Hommage à Marcelle Cahn.
- 1994 – Salon de Bagneux (Catalogue) - Nicole Ferry Art Gallery - SAGA - Duos d'artistes (duos of artists), Paris - Des Images pour la Paix, un Tableau, un Symbole, La Villette, Pavillon Tusquet, Paris (Catalogue) – Galerie du Faisant, Strasbourg.
- 1993 – Galerie du Faisant, Strasbourg - Library Méjanes, Aix-en-Provence, Exhibition of Carnets d'artistes (artists notebooks) - Public sale of kites specially produced by some artists to raise funds for the fight against AIDS (In collaboration with the French Department of Culture)
- 1992 – Galerie Pascal Weider, Marly-le-Roi, France – Galerie Pierre Lescot, Paris – Galerie Nicole Ferry Paris.
- 1991 – Université catholique de Santiago, Chili - Salon de Bagneux (Catalogue) – Salon Découvertes 91,–  Grand Palais, Paris - Salon de Mars, Galerie Michel Cachou. Paris - International Contemporary Art Symposium of Baie-Saint-Paul, Quebec - MAC 2000, nov. 91, Grand Palais, Paris (Catalogue).
- 1990 – Salon de Montrouge - Art et Téléphone, Espace Lamartine, Paris (Catalogue) – Galerie Nicole Ferry, Paris - Espace Zig Zag, Rennes, France (Catalogue).

#### Les années 1980
- 1988 – Galerie Yan Lung, Lascaux Aller-retour, Périgueux, France (Catalogue) – Galerie Jacqueline Moussion, Carnac – Symposium on Poietics, Vinneuf (Yonne, France) - Espace Cardin, Paris.
- 1987 – Salon de Mai, Grand Palais, Paris (Catalogue) – Mairie de Cachan – Georges Brassens hall, Juvisy - Ecomuseum, Fresnes, France.
- 1985 – Galerie Pierre Lescot, Paris - Graffitis de Peintres au Téléphone (Catalogue) – National Library, Paris - Entrepôt Lainé, Bordeaux, France – Centre culturel de Thionville, Autour de Jean Hélion.
- 1984 – Salon de Montrouge (Catalogue) – Novembre à Vitry, France.
- 1983 – Novembre à Vitry.

## Publications

### Responsabilités éditoriales
- Poiésis (1989-1993), revue de la Société internationale de Poïétique (SIP). Cofondateur avec René Passeron. 5 numéros parus. Editions Poïésis.
- Recherches poïétiques (1994 -2000). Cofondateur et Directeur de la rédaction. Presses universitaires de Valenciennes et SIP. AE2CG éditions. Marly-le-Roi. 9 numéros parus :
  - Richard Conte, « L’histoire de l’art, ferment ou obstacle pour la création. », Poiésis,‎ 1994
  - Richard Conte, « Faire et défaire le paysage », Poiésis,‎ 1995 (ISSN 1261-4025)
  - Richard Conte, « L’acte restaurateur », Poiésis,‎ 1995 (ISSN 1261-4025)
  - Richard Conte, L'énergie créatrice, 1996 (ISBN 2-911505-05-0)
  - Richard Conte, Dossier Paul Valéry, 1996 (ISBN 2-911505-10-7)
  - Richard Conte, Le surréaliste au service de la création, 1997 (ISBN 2-911505-15-8)
  - Richard Conte, Le regard créateur, 1998 (ISBN 2-911505-16-6)
  - Richard Conte, Les noces du nombre et de l’image
  - Richard Conte, La place de l’animal vivant dans la création contemporaine
- Revue Plastik (2001-2004). Fondateur et directeur. Publication de la Sorbonne, 4 numéros parus[14],[15].
- Plastik en ligne. Fondateur et Directeur de la publication. 8 numéros en ligne[16].
- Wikicréation. Cofondateur et directeur de la publication de l’encyclopédie en ligne de la création Wikicréation[17].
- Arts et monde contemporain. 5 volumes parus sous sa direction.Editions de la Sorbonne[18].
- Membre de l’AICA (Association internationale des critiques d’art)[19].
- Président du festival du film d’art AVIFF édition 2015[20].

### Directions d’ouvrages
- 2019 – (en) Richard Conte, Migration and Memory : Arts and Cinemas of the Chinese Diaspora, Papeete, Éditions de la Maison des Sciences et de l'Homme du Pacifique, 2019, 150 p. (ISBN 978-2-9534554-7-2, lire en ligne), p. 57-80
- 2012 – Richard Conte (dir.), Esthétique du pire, Montreuil-sous-Bois, Liénart, 2011, 260 p. (ISBN 978-2-35906-066-9), Introduction, article
- 2008 – Du Sacré dans l'art actuel ?, Paris, Klincksieck, 20 juin 2008, 172 p. (ISBN 978-2-252-03683-9, lire en ligne)
- 2002 – Richard Conte, À vos marques, Paris, Éditions de la Sorbonne, 2002, 246 p. (ISBN 978-2-85944-458-7, lire en ligne)
- 1996 – Richard Conte (dir.) et Jean-Claude le Gouic (dir.), Le mode mineur de la création & Catalogue de "Carnets d'artistes", [exposition, Aix-en-Provence, Bibliothèque Méjanes, septembre 1993] :  actes du troisième Colloque international de poïétique, Aléas éd, 1996, 354 p. (ISBN 978-2-908016-67-3, lire en ligne)
- 1985 – L'ordre du Graffiti, Tribu No 10. Université de Toulouse le Mirail

### Livres
- 2015 –  (Avec Norbert Hillaire) - Art Press 2, « Les arts numériques, anthologie et perspectives ». Trimestriel no 39
- 2014 –  « Modulations de fréquences » dans Ce que le sonore fait au visuel, coll. Création & patrimoine, ACTE éditeur, p. 5-10.
- 2009 –  Le dessin hors papier, Editions de la Sorbonne
- 2008 –  Richard Conte et Jean Lancri, Cruautés pures. Sur quelques inimages de René Passeron, Paris, Klincsieck, 2008, 111 p. (ISBN 978-2-252-03671-6)
- 2000 –  « Les dames de nage », Une œuvre de Picasso, Muntaner.
- 1994 –  En attendant que ça sèche. Pour un journal extime 1989/1993, AE2CG éditions[15],[21]

### Articles principaux
- 2020 – « The Zidane film », Revue des Presses universitaires d’Amsterdam.
- 2019 – « Réveiller les tableaux endormis » dans Esthétiques de la recréation, L’Harmattan.
- 2018 – Les dégagements créateurs de Jean-Paul Forest, L’Harmattan. (Dir. D. Berthet)
- 2016 – « Dans le plus simple appareil », dans Peindre n’est-ce pas teindre ?, Création et patrimoine No 5, ACTE éditions.
- 2015 – « La condition numérique » et « Le numérique en trompe-l’œil », ArtPress 2, « Les arts numériques, anthologie et perspectives ». Trimestriel no 39, novembre / décembre 2015, p. 181-185.
- 2017 – « Le temps du dessin ou dessiner le temps », Contretemps, Publications de la Sorbonne.
- 2015 – Richard Conte, Esthétique du trouble, Mon trouble est-il le vôtre ?, Paris, L'Harmattan, 2015, 220 p. (ISBN 978-2-343-05947-1, lire en ligne), p. 125-135
- 2015 – « L’immensité pour se prouver, doit se tenir dans ta main », livre-catalogue de l’exposition Jean-Paul Forest, Face à l’immensité, coédition Institut ACTE /Musée de Tahiti et des îles, Papeete.
- 2015 – « Valéry & Création »[22].
- 2014 – « L’amour et la guerre au Potager », Carnets du paysage No 26, printemps 2014. L’invention du végétal, Acte sud / ENSP.
- 2013 – « Salamandres électorales », dans L’insolite dans l’art, L’Harmattan.
- 2012 – « Esthétiques du pire », (direction, introduction et article), Actes du colloque au Centre Pompidou—Metz, Liénart, Paris, (260 p.)[15]
- 2012 – « Le bleu du ciel et la guerre des aubergines » dans L’imprévisible dans l’art, L’Harmattan.
- 2011 – « Bille en tête ou faire l’artiste avec les joueurs de boules », dans Une esthétique de la rencontre, L’Harmattan.
- 2010 – « L’art a-t-il tous les droits » dans L’art et le droit, Publications de la Sorbonne.
- 2009 – « Picasso, le désir attrapé par la lumière » dans Le dessin hors papier, Publications de la Sorbonne[23]. (Dir. Richard Conte)
- 2008 – « Dans l’atelier de Jean-Claude », La cause de la peinture, Aix-en-Provence.
- 2007 – « Bille en tête », Les carnets du paysage, Comme une danse, Versailles.
- 2005 – « Les mémoires du dehors » , Actes du 2e colloque d’esthétique, Tunis.
- 2004 – « Œuvres à plusieurs », Plastik no 4, Publications de la Sorbonne, Paris.
- 2001 – « Recherche et création », Plastik, no 1, Publications de la Sorbonne, Paris.
- 1996 – « La Poïétique de Paul Valery » Recherches poïétiques No 5, AE2CG éditions.
- 1993 – « La dialectique de l’atelier » Les arts plastiques à l'université. Publications de l’université de Provence.

#### Écrits dans des catalogues d’exposition
- 2018 – « Entre amis » (avec Michel Gouéry et Gilles Tiberghien), (Catalogue d’exposition)
- 2014 – « La peinture à l’épreuve de la photographie » CharlElie follow the line, Musée de Nancy, Catalogue de l'exposition Charlélie Couture.
- 2014 – « La femme-lézard, muse et gardienne », dans in Mo’o Tua Raha, La femme- lézard de la vallée de Papeno’o, Jean-Paul Forest, Université de la Polynésie française.
- 2012 – Figures du sommeil, catalogue de l’exposition, galerie municipale de Vitry-sur-Seine[24].
- 1999 – « Les arts plastiques dans l'enseignement supérieur », Philosophie et politique. No 10. Presses universitaires de France.
- 1996 – « Les feuillets de l'autonu. Journal de bord, été 1995 », Recherches poïétiques No 5, AE2CG éditions. (Dir.)
- 1989 – « Réflexions poïétiques sur l'autocensure et le peintre », Poïétique. Actes du premier colloque de philosophie de la création, Ed. Poïésis, Paris, 1989

#### Écrits sur ses œuvres
- Gilles Tiberghien, Catalogue Entre amis, Préface, Institut ACTE, 2017.
- Jiri Kornatovsky, « Les jardins de la création », Catalogue L’amour et la guerre à Versailles, Richard Conte, Galerie Sutnar, Pilsen, capitale européenne de la culture, 2015.
- Agnès Foiret, « Richard Conte » dans Figures du sommeil, Vitry-sur-Seine, 2012.
- Emmanuel Pierrat, Pommes libertines, Ed. Bernard Pascuito, Paris, 2007.
- Georges Benaily, "Les nids d’angles", catalogue Richard Conte, peintures 1990-1992, Galerie Art et Essai, Rennes, 1992[25].
- Jean-Jacques Lévêque, Journal de MAC 2000, 1991.
- Claude Bouyeure, Préface Galerie Pascal Weider, Marly-Le-Roi, 1989.
- René Passeron, « Un cas d’autophagie créatrice, Richard Conte », Opus international, 1988.
- Gilbert Lascault, « Cinq notes sur quelques hybrides de Richard Conte », Catalogue Galerie Nicole Ferry, Paris, 1987.
- Claude Maillard, Le défilé des opéras, Catalogue Galerie Nicole Ferry, 1987.
- Jean-Clarence Lambert, Richard Conte et le labyrinthe, Paris, Hermann, 281 p. (ISBN 978-2-7056-8301-6)
- Serge Pey, Richard Conte, Les miroirs de la connaissance, Galery Nicole Ferry, 1987.
- Marc Le Bot, « Le plus visible du visible, sur la peinture de Richard Conte », Pictura / Edelweiss, No 5, 1984.
- Jean-Luc Chalumeau, « Les peintures de Richard Conte », Opus international No 89, été 1983.
- Marie-José Mondzain, « Anch’io sono pittore », Maison de la culture de Nanterre, mai 1980.
- René Passeron, « La méditation plastique de Richard Conte », Opus international, 1979

### Émissions de radio
Richard Conte a participé à deux émission de radio sur France culture dans les émissions de François Noudelmann Macadam philo, « Philosophie en situation : vous avez dit plastique ? »  et Le journal de la Philosophie, pour Esthétiques du pire.